# Шарл V
Шарл V Мъдри (на френски: Charles V le Sage; * 21 януари 1338, замък Венсен, Ил дьо Франс; † 16 септември 1380) е крал на Франция от 1364 до 1380 г.‎ От 1356 – 1360 и в началото на 1364 г. (във времето на пребиваването на Жан II в английски плен) е регент на Франция. Неговото царуване се характеризира с края на първия етап на Стогодишната война – Шарл V успява практически напълно да върне териториите, загубени от неговите предшественици, и да възстанови властта над държавата.

## Произход и младежки години
Той е най-възрастния син на краля на Франция Жан II Добрия и неговата първа жена Бон Люксембургска.
Шарл V е възпитаван при двора заедно с другите деца на неговата възраст. След това остава близък с хората от неговото обкръжение в този ранен период от живота му. Сред тях е неговият чичо Филип Орлеански, тримата му братя Луи, Жан и Филип, а също и Луи II дьо Бурбон, Едуард и Робер дьо Бар, Жофроа дьо Брабант, Луи д’Еврьо (братът на Шарл Злия), Жан и Карл д’Артоа, Шарл д’Алансон и Филип Руврски. Наставник на бъдещия крал вероятно е Силвестър дьо Ла Сервел, който обучава младежа по латински и граматика.

### Първи дофин
Граф Хумберт (Юмбер) II се разорява и остава без наследници след смъртта на единствения си син. Той решава да продаде земите на Графство Дофине, които тогава са в състава на Свещената Римска империя. Тъй като нито папата, нито императорът откликват на неговото предложение, той сключва сделка с френския крал Филип VI. Съгласно договора, тези земи следва да бъдат предадени на сина на бъдещия крал Жан II Добрия. Така Шарл, най-възрастният син на Жан II, става първият дофин във френската история. Едва навършил 11 години, Шарл усеща тежестта на властта на плещите си. Шарл приема клетва от своите нови васали.

### Брак с Жана дьо Бурбон
На 8 април 1350 година дофинът се жени за Жана дьо Бурбон, внучка на Шарл Валоа, който му се пада прадядо. За това се налага предварително да се получи от папата разрешение за брак с роднина. Възможно е именно това близко родство да става причина за психическото заболяване на сина му Шарл VI и да е отслабва здравето на другите деца на Шарл и Жана. Бракът е сключен по-късно, отколкото се предвижда, поради смъртта на майка му, Бон Люксембургска и баба му Жана Бургундска, умрели по време на епидемията от чума през 1349 г. (тогава Шарл заминава за Дофине). Самият дофин изкарва тежка болест между август и декември 1349 г. Заради бушуващата във Франция епидемия хората се страхуват от големи събирания на хора, поради което сватбата на дофина преминава доста скромно.

## Регентство. Вътрешни смутове и тяхното преодоляване (1356 – 1364)

### Главен наместник на кралството
След пленяването на Жан II Добрия в битката при Поатие (19 септември 1356), избягалият от бойното поле дофин Шарл неочаквано за самия него следва да поеме управлението на френската монархия – с титла главен наместник на кралството. Положението е критично: кралят Жан е в плен; англичаните окупират значителна част от страната; управляващият елит се раздира от конфликти. Необходима мярка става свикването през октомври 1356 година на Генерални щати в Лангедойл. Сред депутатите на Щатите преобладават представители на градовете от Северна Франция (оглавявани от парижкия прево Етиен Марсел) и симпатизанти на Шарл Злия, заключен в затвора от Жан II Добрия. Условието за предоставяне на исканата от Шарл допълнителна парична помощ, Щатите желаят освобождаване на Шарл Злия и административни реформи. В частност, предлага се създаване на Съвет при дофина за контрол над финансовата дейност над правителството. Съветът следвало да е избираем от Щатите и да се състои от 4 прелати, 12 рицари и 12 граждани. Нуждаейки се от пари и нямайки възможност да встъпи в конфликт с Щатите, Шарл V се опитва да бави нещата във времето: той отпътува за Мец за среща с император Карл IV. След неговото завръщане, обаче новата сесия на Щатите принуждава Шарл V да издаде на 3 март 1357 година Великия реформаторски указ. Съгласно указа, назначаването и смяната на чиновниците за напред, следва да става от Комисия на Щатите; в Кралския съвет са включени 6 представители на Щатите; разходите на дофина и екстрените разходи се контролират от Щатите; самите Щати следва да се свикват периодично. Опитът на Шарл през лятото на 1357 година да отмени указа се проваля от Етиен Марсел.
През ноември 1357 година от затвора бяга Шарл Злия. През февруари 1358 година Щатите заставят дофина Шарл да се помири със своя опасен съперник. Метежниците, подстрекавани от Етиен Марсел, нахлуват в двореца на дофина и пребиват неговите приближени (двама маршали са убити пред очите на Шарл).
Шарл решително се справя с Щатите постепенно: на 14 март 1358 година приема титлата регент; на 25 март 1358 бяга от Париж. В противовес на метежните Парижки щати, в Компиен са свикани лоялни на регента – Генерални щати.

### Селското въстание „Жакерия“ (1358)
През лятото на 1358 година цяла Централна Франция е разтресена от стихийното селско въстание Жакерия. Етиен Марсел се опитва да използва това въстание за свои цели, но не пресметва нещата добре: пред лицето на общата опасност феодалите неочаквано се сплотяват. Армията под командването на Шарл Злия разбива „селяните-жаки“. Дофинът-регент умело разпалва конфликтите между парижките метежници и Щатите, и се добива до целта си: на 31 юли Етиен Марсел е убит от гражданите, а Шарл Злия напуска Париж.
На 3 август дофинът Шарл се завръща в Париж като морален победител. Най-активните участници във въстанието са екзекутирани, като непосредствено след това на 10 август, Шарл обявява всеобща амнистия.
Вътрешните смутове приключват, Великият указ е отменен, младият регент съумява да преодолее небивала криза на централната власт.

### Мир в Бретини (1360)
Следваща грижа на Шарл става прекратяването на войната и освобождение на баща му. Умело затягайки преговорите и намалявайки сборът от сумата за откупа, дофинът съумява реално да обезсили катастрофалните за териториалната цялост на Франция, Първи и Втори Лондонски договори за мир (от януари 1358 година и от март 1359 година), подписани от пленения Жан II. Разяреният Едуард III лично възглавява поредното нахлуване във Франция, завършило за англичаните като позорен провал: генерално сражение французите така и не дават. Деморализираната английска армия е способна само на грабежи и насилие. На 8 май 1360 година дофинът Шарл и Едуард Черния принц съгласуват в Бретини условията на „вечния мир“.
След подписаният мир, Жан II е освободен, до пълното изплащане на откупа в пленничеството го заместват други заложници. Пълномощията на Шарл се прекратяват, и той се оттегля на заден план, но не за дълго.

### Ново регентство. Възкачване на престола (1364)
През лятото на 1363 година бяга от плен Луи I Анжуйски, един от френските заложници, които следва да пребивават в Кале до изплащане на пълния размер на откупа за Жан II. Жан II Добрия счита за безчестие постъпката на сина си и през януари 1364 година се връща в Лондон доброволно. Отпътуването на Жан II отново прави дофина Шарл, регент. Скоропостижната смърт на Жан II в Лондон на 8 април 1364 година превръща регента, в крал Шарл V Френски.

## Крал на Франция (1364 – 1380)

### Успехи през първите години на управление (1364 – 1368)
Първите години на управлението на крал Шарл V Мъдри са посветени на решаването на няколко тактически въпроси, пречещи на стабилизацията на Франция. На краля се отдава да реши четири основни от тях:
1. Да сломи Шарл Злия;
2. Да получи васална клетва от херцога на Бретон;
3. Да отстрани от страната вилнеещите войници-наемници;
4. Да уреди изгоден за Франция брак на своя по-малък брат Филип II Смелия.

### Възобновяване на Стогодишната война (1368 – 1374)
Първите години на своето царстване Шарл V строго съблюдава условията на мира в Бретини. Към 1368 година предаването на англичаните на отстъпените им по договор земи практически завършва. Повече от половината от откупа за Жан II е внесен, поради което Едуард III освобождава всички принцове – заложници. Взаимните отричания по мирния договор между бившите противници, така и не стават. От това се възползва Шарл V.
Управляващият Велика Аквитания, Едуард Черния принц, за да покрива разходите на своята амбициозна външна политика и разплащане със своите наемници въвежда в началото на 1368 година данък върху дима. Местните Щати покорно се съгласяват с това, но против се изказват двама крупни васали — д’Арманьяк и д’Альбре, които забраняват да се взема данък от техните земи. Не стигайки до разбирателство с Едуард, двамата пристигат през юни 1368 година в Париж и подават жалба срещу Черния принц до Шарл V, в качеството му на върховен суверен на Аквитания. Съгласно мира в Бретини, Аквитания излиза от състава на Франция, но, доколкото обмяната на отричанията така и не се състои, Шарл V приема жалбата и я предава в парламента. На 3 декември 1368 година Шарл V официално обявява, че в съответствие със закона той не може да откаже правосъдие на своите поданици, така през януари 1369 година парламентът кани Черния принц пред съда в Париж. В май 1369 година парламентът задочно осъжда Едуард, а на 30 ноември 1369 година Шарл V обявява конфискация на владенията на принца. Стогодишната война се възобновява.
Шарл V убеждава Бертран дьо Геклен да се придържа към непривична за рицарството тактика. Дю Геклен не встъпва в големи сражения, напада само малки отряди на противника и чрез своите маневри принуждава англичаните да отстъпват. Всички грабителски набези на англичаните завършват безрезултатно.
В това време Луи I Анжуйски, кралски наместник в Лангедок, действа къде с подкупи, а къде играейки с патриотизма на местните жители, стъпка по стъпка освобождава от англичаните териториите на Велика Аквитания. За пет години война (1369 – 1374) от английските владения на югозапад остават само Бордо и Байон, с прилежащите към тях области. Велика Аквитания, създадена съгласно условията на мира в Бретини, престава да съществува. През януари 1374 година Бертран дьо Геклен и Джон Гонт, трети син на Едуард III, от името на своите крале, подписва примирие в Перигьо, закрепващо успехите на французите.

### Последни години (1374 – 1380)
През 1378 година е разкрит инспириран заговор от Шарл Злия с цел убийство на Шарл V. Кралят заповядва веднага на конетабъла Бертран дьо Геклен да заеме от името на краля на Франция принадлежащото на Шарл Злия Графство Еврьо и Котантен. Шарл V побеждава войските на краля на Навара, Шарл Злия.
Въпреки влиянието на съюзника си Филип дьо Мезиер, кралят отказва да участва в кръстоносен поход. Най-големият неуспех на Шарл V е напускането на Авиньон от папата.
Шарл V оставя за свой наследник най-големия си син Шарл VI. Доколкото наследникът е малолетен, Шарл V в завещанието определя порядък за управление на страната в преходния регентски период.
Шарл V умира на 16 септември 1380 г. в замъка Боте на Марн и е погребан в Сен Дени. След смъртта на краля неговото завещание е нарушено.

## Покровител на изкуствата
Покровител на изкуствата, Шарл V възстановява и подобрява Лувъра през 1367 година. Създава първата кралска библиотека във Франция. Поддържа около себе си кръг от интелектуалци като Никола Оресме, Филип дьо Мезиер, Раул дьо Пресли.

## Деца
Жана дьо Бурбон и Шарл V имат 10 деца, от които само двама сина доживяват до зряла възраст::
- Жана (1357 – 1360);

- Жан (1359 – 1364);
- Бона (1360 – 1360);
- Жана (1366 – 1366);
- Жан (7 юни 1366 — 21 декември 1366);
- Шарл VI Безумния (3 декември 1368 — 21 октомври 1422), крал на Франция;
- Мария (1370 – 1377);
- Луи Орлеански (13 март 1372 — 23 ноември 1407), първи херцог Орлеански, основател на Орлеанския клон на дома Валоа. Неговият внук станал крал на Франция:Луи XII като син на Шарл Орлеански; а неговия правнук Франсоа, като внук на Жан III Добрия, граф Ангулемски станал крал на Франция като Франсоа I;
- Изабела (1373 – 1378);
- Катрин (1378 – 1388).